# (29819) 1999 CD128
A (29819) 1999 CD128 a Naprendszer kisbolygóövében található aszteroida. A LINEAR projekt keretében fedezték fel 1999. február 11-én.